# Malawi zászlaja
A függetlenségért folytatott küzdelem vezető ereje a Malawi Kongresszus Párt volt. Zászlaja, a fekete-vörös-zöld trikolór a nemzeti lobogó alapja.
Nap-emblémával egészítették ki, amely a reménynek és egész Afrika felszabadulásának a hajnalát jelenti. A fekete szín Afrika népét, a vörös a kontinens szabadságáért küzdő mártírok vérét, a zöld pedig a dús növényzetet jelképezi.

## Történelmi zászló
A korábbi zászló annyiban tért el, hogy egy felkelő napot ábrázolt, amely Afrika felszabadulásának hajnalát jelképezi.
A zászlót az ország 1964-es függetlenné válásától 2010-ig használták, majd a sokak által diktátornak tartott Bingu wa Mutharika intézkedésének köszönhetően 2010 és 2012 között egy másik zászlót használtak, melyen a fejlődést szimbolizáló fehér nap volt látható.
A zászló helyreállítása parlamenti szavazás után, az igazságügyminiszter szerint a nép egybehangzó akaratának megfelelően történt, mert Ralph Kasambara szerint a történelmet csak úgy nem lehet megváltoztatni. A régi-új zászló pedig nem más, mint a függetlenségi küzdelem, az ország történelmének jelképe.
Miután az új elnök, Joyce Banda aláírja a törvényt, megkezdődhet a zászlók lecserélése országszerte.

2010–2012 közötti zászló

A függetlenség előtti, 1964-g használt Nyasszaföld gyarmat zászlaja